# Fernando Pedroza
Fernando Pedroza é um município do estado do Rio Grande do Norte (Brasil). Emancipado de Angicos em 1992, está distante 164 km da capital estadual, Natal.